# Ендемизам
Ендемизам (од грч. ἔνδημος — „локални”) је појава ограничене распрострањености организама на одређеној, често малој, територији или акваторији. Ендемичне могу бити врсте (најчешћа употреба термина) или било која друга таксономска категорија. Ендемични таксон назива се ендемит. Такође, површина ареала ендемичног таксона може бити веома мала (једна литица у Бококоторском заливу), али и веома велика (континент Аустралија — аустралијски ендемити). Стога је главна карактеристика ендемизма, у ствари, поклапање ареала неког таксона са географски или еколошки дефинисаном површином (стаништем). Центрима ендемизма називамо она подручја која имају релативно велику заступљеност ендемичних таксона у односу на површину. Супротан термин ендемизму је космополитизам, односно широка распрострањеност таксона.
Ендемизам као појава најчешће се везује за острва, услед њихове географске изолованости, тако да говоримо о ендемској флори и фауни Хавајског архипелага, архипелага Галапагос, Сокотре. Организми великих језера, која су попут „острва воде на копну”, такође испољавају ендемизам — широко су познати ендемити Охридског језера и Бајкалског језера.

## Узроци ендемизма
Узроци ендемизма су бројни, иако се на место најважнијег поставља географска изолованост, у смислу да постоји механичка баријера ширењу ареала изван тренутних граница. Еколошка изолованост је често узрокована потпуном заменом повољних станишта неповољним за опстанак ендемичног таксона. Генетичка основа ендемизма је у: недостатку протока гена између сродних популација одвојених баријером, акумулацији мутација, као и могућности дешавања генетичког дрифта.
Узроци ендемизму флора и фауна великих географских „блокова“ леже у изграђености литосфере из континенталних плоча које се крећу (према теорији тектонике плоча). Оне копнене плоче које су се давно одвојиле од осталих дале су могућност за настанак нових врста (и виших таксона), ендемичних за та копна.
Еруптивни настанак океанских вулканских острва повлачи са собом постојање биолошки стерилног подручја, које полако насељавају имигранти. Ови имигранти су у почетку најчешће птице, као и биљке чија семена могу преживети путовање морским струјама. Временом, ове врсте еволуирају у нове, ендемичне за ова острва.
Било које станиште или екосистем, које је окружено потпуно различитим екосистемима, представља на неки начин „острво". Неки од примера су пећински екосистеми, виши делови планина, језера, водени сливови одвојени развођем које се тешко прелази, континенталне (полу-)пустиње и слатине.

## Подела ендемита
Ендемити се могу поделити на основу величине ареала на:
1. стеноендемите;
2. локалне ендемите;
3. субендемите;
4. псеудоендемите.

Ендемити се могу делити на основу старости:
1. палеоендемити су они таксони, чији је ендемизам последица филогенетске старости;
2. неоендемити су, напротив, они таксони чији је ендемизам последица скорог настанка, па самим тиме и недостатка времена за ширење ареала.

Најпознатији примери палеоендемизма су кљунари (Monotremata) и торбари (Metatheria, Marsupialia), шакоперка латимерија (Latimeria chalumnae) и туатара (Sphenodon punctatum).
Фаварџер и Контандриопулос (Favarger & Contandriopoulos 1961) су поделили ендемите на четири типа, на основу старости и генетичке структуре популација:
- палеоендемити — систематски изоловани таксони — на пример, изоловане врсте у оквиру великих родова, или монотипски родови, који су филогенетски стари и обично поседују малу генетичку варијабилност;
- патроендемити — диплоидни ендемични таксони, који обухватају родитељске популације савремених шире распрострањених полиплоидних таксона;
- апоендемити — полиплоидни ендемични таксони чији је ареал распрострањености део ширег ареала родитељског диплоидног таксона;
- схизоендемити — ендемични таксони настали услед фрагментације шире распрострањене родитељске популације.

## Екорегиони са високим степеном биљног ендемизма
- вегетација финбоса у Јужној Африци
- ксеротермне шуме на Хавајима
- тропске кишне шуме на Хавајима
- Квонган вриштине на аустралијском континенту
- ксеротермне листопадне шуме на Мадагаскару
- низијске шуме на Мадагаскару
- шуме Нове Каледоније

## Угрожавање ендемита
Услед мале географске распрострањености, ендемити (нарочито стеноендемити) су веома рањиви. Свако уништавање њиховог станишта може довести до изумирања ових врста. Најчешћи узроци су непосредно везани за повећање бројности људске популације и човеково деловање на повећању настањиве површине, површина под пољопривредним културама, крчењу шума, уносу страних (алохтоних) врста и сл. Вероватноћа уништавања станишта и ишчезавања одређених ендемита зависи од бројности локалне људске популације, стопе њеног раста и интензитета утицаја на околну средину. Посебну опасност представља и трговина ендемичним врстама
Познати су примери изумирања врста са територије Србије услед:
- ширења градских (урбаних) површина — крагујевачки слез
- интензивне пољопривреде — врањски слез
- исушивања водених станишта — моравски орашак